# 南亞海鰶
南亞海鰶為輻鰭魚綱鲱形目鲱科的其中一種，分布於印度西太平洋區，包括印度、斯里蘭卡、孟加拉、緬甸、泰國、柬埔寨、越南、馬來西亞、新加坡等海域，體長可達16.3公分，棲息在沿海、河口區，生活習性不明，可做為食用魚。